# Stipeae (Clade I Eurasiatico)
Stipeae (Clade I Eurasiatico) è una denominazione provvisoria per una sottotribù di piante angiosperme monocotiledoni appartenente alla famiglia Poaceae (o Gramineae, nom. cons.).

## Descrizione

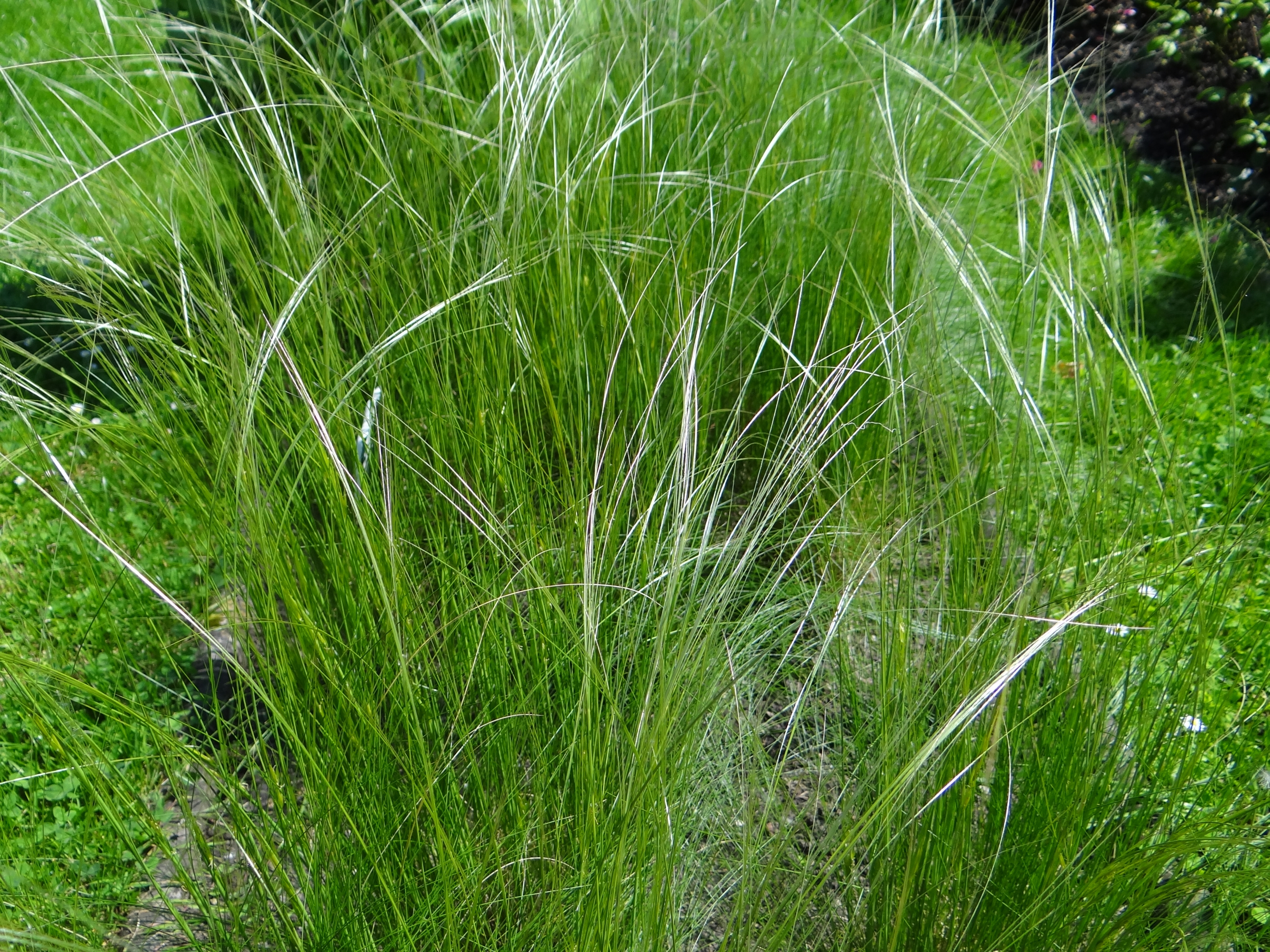
Il portamento
Stipa capillata

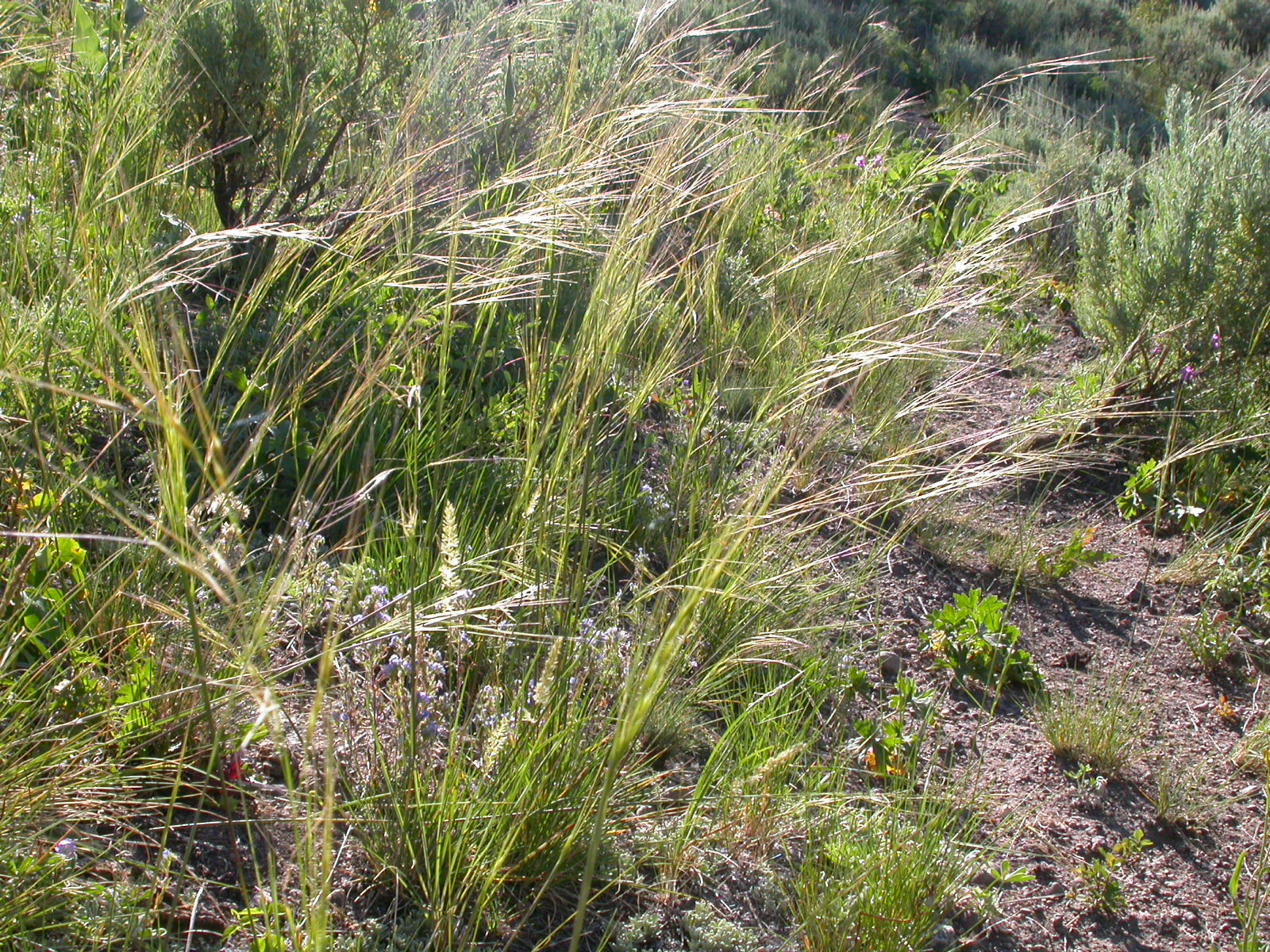
Infiorescenza
Stipa comata

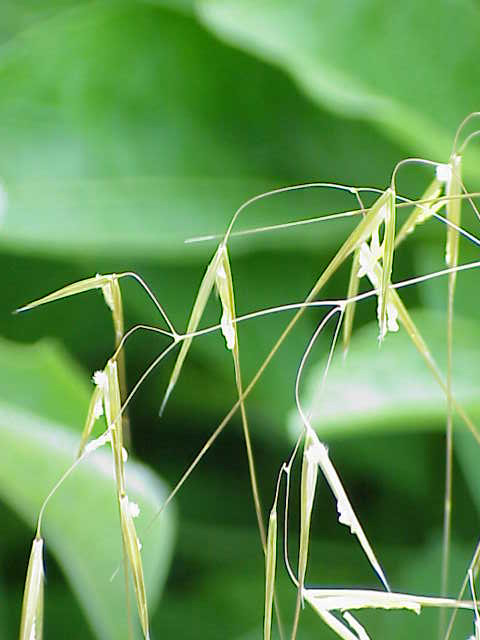
Le spighette
Stipa gigantea

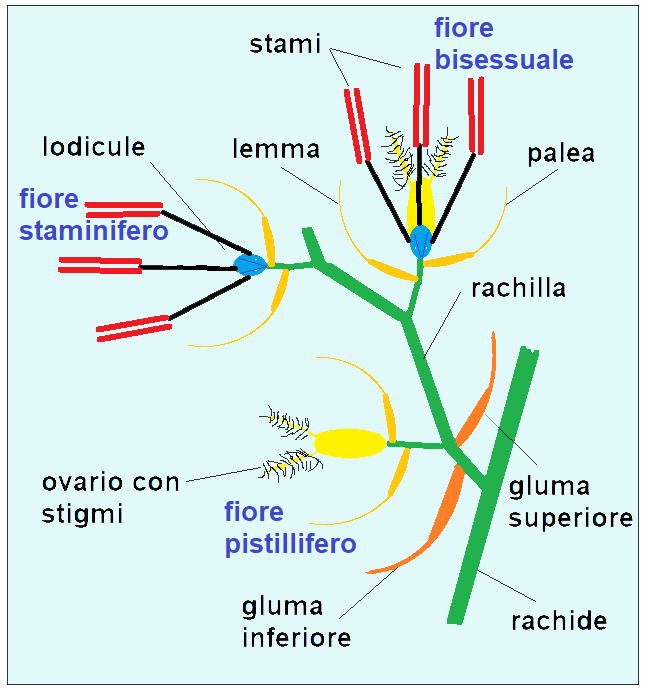
Spighetta generica con tre fiori diversi

- Il portamento delle specie di questo gruppo è perenne, cespitoso con culmi eretti (a volte robusti) o ascendenti e con brevi rizomi. Altezza massima 2,5 metri. I culmi sono cavi a sezione più o meno rotonda. In queste piante non sono presenti i micropeli.[1][2][3][4][5][6][7]
- Le foglie lungo il culmo sono disposte in modo alterno, sono distiche e si originano dai vari nodi. Sono composte da una guaina, una ligula e una lamina. Le venature sono parallelinervie. Non sono presenti i pseudopiccioli e, nell'epidermide delle foglia, le papille.

- Guaina: la guaina persistente, è abbracciante il fusto e priva di auricole; la consistenza è fibrosa.
- Ligula: la ligula è membranosa e a volte cigliata.
- Lamina: la lamina ha delle forme generalmente lineari (da filiformi a setacee) e piatte o convolute (Stipa). Le superfici abassiali sono lisce o scabre, quelle adassiali sono prominentemente nervate.

- Infiorescenza principale (sinfiorescenza o semplicemente spiga): le infiorescenze, ascellari e terminali, in genere sono ramificate e sono formate da alcune spighette ed hanno la forma di una pannocchia contratta. La fillotassi dell'inflorescenza inizialmente è a due livelli, anche se le successive ramificazioni la fa apparire a spirale.
- Infiorescenza secondaria (o spighetta): le spighette, compresse lateralmente e affusolate, sottese da due brattee distiche e strettamente sovrapposte chiamate glume (inferiore e superiore), sono formate da uno o più fiori. Possono essere presenti dei fiori sterili; in questo caso sono in posizione distale rispetto a quelli fertili. Alla base di ogni fiore sono presenti due brattee: la palea e il lemma. La disarticolazione avviene con la rottura della rachilla tra i fiori o sopra i glumi persistenti.

- Glume: le glume sono lunghe più o meno come il fiore; gli apici sono acuti e mucronati oppure ottusi. Quella inferiore è mono-venata; quella superiore ha tre venature. In altre specie le venature arrivano fino a 10.
- Plaea: la palea è un profillo con due venature e cigliata. Si estende leggermente oltre il lemma. Può avere fino a 7 venature.
- Lemma: il lemma, con forme lanceolate, ha una consistenza membranosa, cartacea o coriacea e termina con due (o nessuno) lobi con un seno intermedio a volte genicolato; a volte è densamente pubescente. In Orthoraphium termina con un becco cilindrico.

- I fiori fertili sono attinomorfi formati da 3 verticilli: perianzio ridotto, androceo  e gineceo.

- Formula fiorale:

- , P 2, A (1-)3(-6), G (2–3) supero, cariosside.

- Il perianzio è ridotto e formato da due (in alcuni generi le lodicule sono tre) lodicule, delle squame traslucide, poco visibili (forse relitto di un verticillo di 3 sepali). Le lodicule sono membranose e non vascolarizzate

- L'androceo è composto da 3 stami ognuno con un breve filamento libero, una antera sagittata e due teche. Le antere sono basifisse con deiscenza laterale. Il polline è monoporato.

- Il gineceo è composto da 3-(2) carpelli connati formanti un ovario supero. L'ovario, glabro, ha un solo loculo con un solo ovulo subapicale (o quasi basale). L'ovulo è anfitropo e semianatropo e tenuinucellato o crassinucellato. Lo stilo, breve, è unico con due o tre stigmi papillosi e distinti.

- I frutti sono del tipo cariosside, ossia sono dei piccoli chicchi indeiscenti, con forme ovoidali, nei quali il pericarpo è formato da una sottile parete che circonda il singolo seme. In particolare il pericarpo è fuso al seme ed è aderente. L'endocarpo non è indurito e l'ilo è lungo e lineare. L'embrione è piccolo e provvisto di epiblasto ha un solo cotiledone altamente modificato (scutello senza fessura) in posizione laterale. I margini embrionali della foglia non si sovrappongono.

## Biologia
Come gran parte delle Poaceae, le specie di questo genere si riproducono per impollinazione anemogama. Gli stigmi più o meno piumosi sono una caratteristica importante per catturare meglio il polline aereo. 
La dispersione dei semi avviene inizialmente a opera del vento (dispersione anemocora) e una volta giunti a terra grazie all'azione di insetti come le formiche (mirmecoria).

## Distribuzione e habitat
Tutti i generi sono euroasiatici tranne che Oryzopsis che è nordamericano.

## Tassonomia
La famiglia delle Poacee comprende circa 800 generi e oltre 9.000 specie. È una delle famiglie più numerose e più importanti del gruppo delle monocotiledoni. La famiglia è suddivisa in 12 sottofamiglie, questo gruppo fa parte della sottofamiglia Pooideae, tribù Stipeae.

### Filogenesi
Questo clade insieme ad altri 6 cladi forma la tribù Stipeae Dumort.. La tribù fa parte della supertribù Stipodae L. Liu, 1980. La supertribù Stipodae è il quarto nodo della sottofamiglia Pooideae ad essersi evoluto (gli altri tre sono la tribù Brachyelytreae, e le supertribù Nardodae e Melicodae). Il clade "Eurasiatico", insieme al clade del Nuovo Mondo, forma un "gruppo fratello".
Il subclade Eurasiatico delle Stipeae è individuato dai seguenti caratteri:
- i lobi dei lemmi in genere sono ben sviluppati;
- le cellule lunghe dell'epidermide dei lemmi hanno delle pareti sinusoidali (carattere plesiomorfico).

All'interno del clade di questa voce si individuano due sottocladi: il subclade "Stipa s.str." fortemente supportato e un secondo subclade (più debolmente supportato) che include diversi generi monotipici. All'interno di questo secondo subclade è presente un ulteriore subclade ben supportato formato dai generi Orthoraphium + Ptilagrostis + Trikeraia. In alcuni studi filogenetici la specie Ampelodesmos mauritanicus fa parte della tribù Stipeae, ma più recenti ricerche l'hanno segregata in una diversa tribù (Ampelodesmeae).
Sinapomorfie, numeri cromosomici e note:
| Genere       | Sinapomorfie                                 | Numeri cromosomici | Note |
| ------------ | -------------------------------------------- | ------------------ | --- |
| Neotrinia    |                                              | 42, 48             | |
| Orthoraphium | Il lemma ha delle robuste spine "retrograde" |                    | |
| Oryzopsis    |                                              | 46                 | |
| Psammochloa  | La palea ha da 5 a 7 venature longitudinali  |                    | Psammochloa è "gruppo fratello" di Neotrinia                                                                           |
| Ptilagrostis | La lamina delle foglie è filiforme           | 22                 | Se si esclude P. kingii, il genere Ptilagrostis è monofiletico                                                         |
| Stipa s.s.   |                                              | 44                 | Il genere, ora monofiletico, comprende le sezioni Barbatae, Leiostipa, Pseudoptilagrostis, Regelia, Stipa e Smirnowia. |

Il cladogramma tratto dallo studio citato e semplificato mostra l'attuale conoscenza filogenetica del gruppo botanico di questa voce:
|  | Psammochloa villosa                 |
|  |                                     |
|  | "Achnatherum" splendens (Neotrinia) |
|  |                                     |

|  | Oryzopsis asperifolia                            |
|  |                                                  |
|  | Subclade Orthoraphium + Ptilagrostis + Trikeraia |
|  |                                                  |

|  | Psammochloa villosa                 |
|  |                                     |
|  | "Achnatherum" splendens (Neotrinia) |
|  |                                     |

|  | Oryzopsis asperifolia                            |
|  |                                                  |
|  | Subclade Orthoraphium + Ptilagrostis + Trikeraia |
|  |                                                  |

|  | Psammochloa villosa                 |
|  |                                     |
|  | "Achnatherum" splendens (Neotrinia) |
|  |                                     |

|  | Oryzopsis asperifolia                            |
|  |                                                  |
|  | Subclade Orthoraphium + Ptilagrostis + Trikeraia |
|  |                                                  |

|  | Psammochloa villosa                 |
|  |                                     |
|  | "Achnatherum" splendens (Neotrinia) |
|  |                                     |

|  | Oryzopsis asperifolia                            |
|  |                                                  |
|  | Subclade Orthoraphium + Ptilagrostis + Trikeraia |
|  |                                                  |

### Generi del clade
Il clade si compone di 7 generi e 125 specie:
| Genere                             | Specie                                      | Distribuzione e habitat                |
| ---------------------------------- | ------------------------------------------- | -------------------------------------- |
| Neotrinia(1)                       | 2                                           | Eurasia                                |
| Orthoraphium Nees, 1841            | Una specie: Orthoraphium roylei Nees        | Himalaya (oltre 2700 m di altitudine). |
| Oryzopsis Michx., 1803             | Una specie: Oryzopsis asperifolia Michx.    | Nord America                           |
| Psammochloa Hitchc., 1927          | Una specie: Psammochloa villosa (Trin.) Bor | Mongolia                               |
| Ptilagrostis s.s. Griseb., 1852(2) | 8                                           | Montagne dell'Asia                     |
| Stipa s.s. L., 1753(2)             | 110                                         | Eurasia e Nord Africa                  |
| Trikeraia Bor, 1954                | 3                                           | Tibet e Himalaya                       |

Note:
- 1: Neotrinia è una sezione del genere Achnatherum P. Beauv., 1812. In questo clade (Eurasiatico) è compresa solamente la specie Achnatherum splendens.
- 2: I generi Stipa e Ptilagrostis si sono rivelati parafiletici per cui alcune loro specie sono state trasferite ad altri gruppi.
- 3: Alcune pubblicazioni includono in questo gruppo anche la specie Ampelodesmos mauritanicus (Poir.) T.Durand & Schinz, 1894, ma studi più recenti hanno segregato la specie nella tribù monospecifica Ampelodesmeae Tutin, 1978.

### Specie della flora spontanea italiana
Nella flora spontanea della penisola italiana sono presenti i seguenti generi di questo gruppo:
- Stipa con 19 specie (86 in Europa).